# 貝斯貝斯區

36°42′08″N 7°50′50″E / 36.7022°N 7.8472°E
貝斯貝斯區（阿拉伯语：‎），是阿爾及利亞的行政區，位於該國東北部，由塔里夫省負責管轄，首府設於貝斯貝斯，面積255平方公里，2008年人口68,852，人口密度每平方公里270人。